# Дополнительное профессиональное образование
Дополнительное профессиональное образование (ДПО) — вид образования в Российской Федерации, профессиональное образование, получаемое дополнительно к среднему профессиональному или высшему образованию.

## Цели и задачи ДПО
Согласно статье 76 Федерального закона от 29.12.2012 N 273-ФЗ (ред. от 26.07.2019) «Об образовании в Российской Федерации» дополнительное профессиональное образование направлено на удовлетворение образовательных и профессиональных потребностей, профессиональное развитие человека, обеспечение соответствия его квалификации меняющимся условиям профессиональной деятельности и социальной среды.
В пределах каждого уровня профессионального образования основной задачей дополнительного образования является непрерывное повышение квалификации рабочего, служащего, специалиста в связи с постоянным совершенствованием федеральных государственных образовательных стандартов.
Вне зависимости от тематики, программы дополнительного профессионального образования могут быть разделены по объёму предоставляемых знаний. Данное разделение продиктовано в первую очередь задачами программ:
- Повышение квалификации — краткосрочные (от 16 часов) программы и курсы, имеющие своей целью расширение знаний специалиста в одной конкретной области (к ним относятся семинары и тренинги).
- Профессиональная переподготовка — программы средней продолжительности (от 250 часов), направленные на комплексное углубление знаний специалиста в рамках профессии или смену направления профессиональной деятельности.

## История дополнительного профессионального образования в России
История дополнительного профессионального образования в России берёт своё начало в первой половине XX века. До конца 1990-х годов ДПО развивалось в основном в рамках межотраслевых институтов повышения квалификации специалистов народного хозяйства. В 1994—1995 гг. началось активное развитие дополнительного образования в учреждениях СПО, ДПО и ВПО. 
Сегодня по всей стране действует более 1000 подразделений дополнительного профессионального образования, которые ежегодно обучают (повышение квалификации, профессиональная переподготовка) свыше 400 тыс. специалистов. Ключевая роль в развитии дополнительного профессионального образования (ДПО) сегодня принадлежит ведущим высшим учебным заведениям, на базе которых созданы внутривузовские системы ДПО. 
По состоянию на ноябрь 2009 года российскими лидерами в ДПО являются РУДН (700 программ, свыше 25 тыс. слушателей), МГУ им. М. В. Ломоносова (450 программ, около 18 тыс. слушателей), МГТУ им. Н. Э. Баумана (300 программ ДПО, 15 тыс. слушателей).
В 2020 году люди стали отдавать предпочтение онлайн программам дополнительного профессионального образования, поскольку это позволяет учиться у лучших преподавателей из любой точки России. Благодаря федеральному закону о дистанционном образовании №273-ФЗ, после такого обучения можно получить документы установленного образца.